# 薳启彊
薳启彊（？—？），芈姓，薳氏（蒍氏），名启彊，中国春秋时期楚国太宰。

## 生平
前549年，薳启彊出使齐国，田无宇随薳启彊到楚国，达成针对晋国的协议，楚康王讨伐郑国，援救被晋国攻打的齐国。前541年，楚灵王即位，以薳罷為令尹、薳启彊為大宰。前538年，吴国侵楚，薳启彊城于巢地。前537年，晋国中军将韩起护送晋女到楚国完婚，上大夫叔向做副手。楚灵王打算砍了韩起的脚让他做守门人，阉了叔向让他做内宫司宫，问手下们意向如何，薳启彊反话正说，提及韩起之下有赵成、中行吴、魏舒、范鞅、知盈，叔向之下有祁午、张趯、籍谈、女齐、梁丙、张骼、辅跞、苗贲皇，认为他们都是诸侯能选拔的能人，如果羞辱了晋国，必定招致报复，楚国的大臣们都要做俘虏了。楚灵王认错，要薳启彊别再说了。十月，随楚灵王伐吴，无功而返。前535年，楚灵王建成了章华之台，希望和诸侯一起举行落成典礼。薳启彊去鲁国，以当初鲁昭公的叔叔公衡未能到达楚国做人质为借口，胁迫鲁昭公前去楚国。楚灵王给鲁昭公大屈之弓，后来后悔了，派薳启彊取要。薳启彊向鲁昭公道贺，说大屈之弓是齐国、晋国、越国国君一直想要的，现在被鲁君得到了。鲁昭公害怕，返回给楚灵王。